# Ulrich von Zatzikhoven
Ulrich von Zatzikhoven és l'autor d'una novel·la artúrica en alt alemany mitjà: Lanzelet. Es considera que és de final del segle xii.

## Vida
De la vida d'Ulrich no se'n sap gairebé res. Se suposa que era de Zezikon (localitat actualment integrada a Affeltrangen, del cantó de Turgòvia, Suïssa). I se suposa que és la mateixa persona que l'Uolrich von Zatzichoven que apareix mencionat com a sacerdot parroquial de Lommis (Thurgau) en un document del 1214, una donació dels comtes de Toggenburg al monestir de Sankt Peterzell. L'única obra que es coneix d'aquest autor és el Lanzelet.

## Lanzelet
Lanzelet és un romanç en vers protagonitzat per Lançalot, que havia estat protagonista, amb una cronologia lleugerament anterior però gairebé contemporània, del romanç El cavaller de la carreta de Chrétien de Troyes. Tanmateix, el contingut d'un i altre és prou diferent i fa suposar una altra font per l'obra alemanya que no sigui Chrétien i anterior a aquest. De fet, Ulrich diu que es va inspirar en el model d'un llibre francès de Lançalot (daz welsche buoch von Lanzelete, "el llibre francès de Lanzelet") i diu que li va arribar amb l'equipatge d'Hug de Morville, un dels ostatges per Ricard Cor de Lleó. Com que Ricard havia estat fet presoner per Enric VI des de desembre de 1192 fins a febrer de 1194, se suposa que Ulrich hauria vist el llibre en aquest període.
El Lanzelet se suposa que fou escrit no gaire després. Consta de gairebé 9.500 versos. El "llibre francès" en què s'inspira Ulrich ens és desconegut, però la seva versió, a diferència de la de Chrétien, si bé conté el rapte de la reina Ginebra (Ginovere, en el text alemany), en canvi no hi apareix l'afer amorós entre Ginebra i Lançalot. La "crisi de l'heroi", típica dels romans de Chrétien, tampoc no hi apareix. Lanzelet es casa successivament amb quatre dames, que representen una evolució.
El Lanzelet es conserva sencer en dos manuscrits i en altres quatre fragmentaris. Ulrich no fou tan conegut pels autors alemanys com ho van ser els seus contemporanis Hartmann von Aue i Wolfram von Eschenbach. Però Heinrich von dem Türlin utilitza material del Lanzelet en el seu roman Diu Crône, i Rudolf von Ems lloa Ulrich en dues de les seves obres: Willehalm von Orlens i Alexanderroman.